# Llometa del Tio Figuetes
Llometa del Tio Figuetes est un site archéologique situé dans la commune de Benaguasil (comarque de Camp de Túria), dans la province de Valence en Catalogne. 
L'établissement humain date de la fin de l'Âge du bronze avec  des niveaux de chronologie de culture ibérique. Il a été fouillé en 1977 par le  
Servicio de Investigación Prehistórica de Valencia (es) (Service de Recherches Préhistoriques de Valence), sous la direction de l'archéologue Rosa Enguix Alemany (es). Le site est situé au sommet et sur le versant d'une petite colline dont le côté nord est abruptement coupé, c'est pourquoi il est inaccessible depuis cette partie.

## Historique

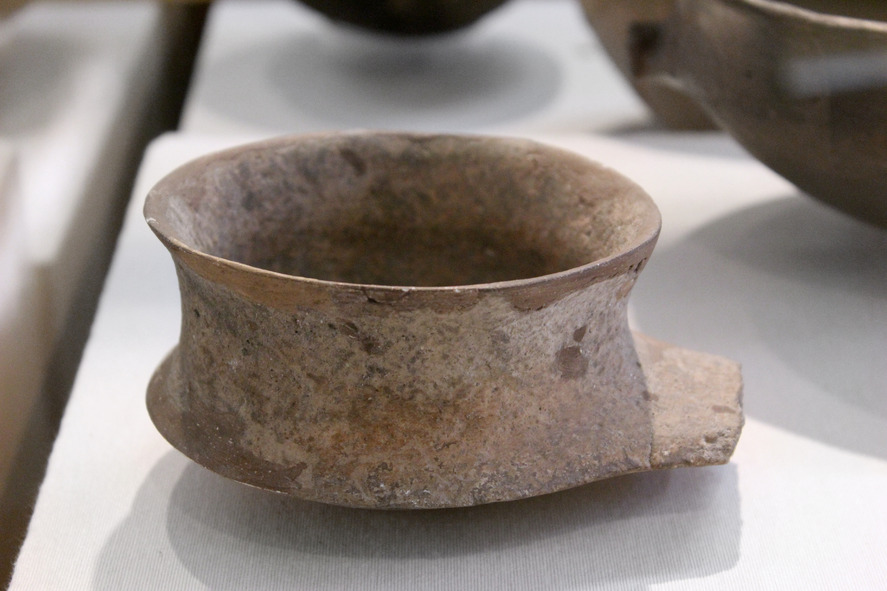
Vase caréné torsadé de l'âge du bronze découvert en 1935 et déposé au Musée de la préhistoire de Valence.

Le site préhistorique a été découvert en 1935 par Antoni Hidalgo Gadea et Doménec Gomeç Senent. Les deux auteurs ont réalisé une première étude, où ils ont vérifié l'extension de l'habitat, délimité les murs des différentes structures et procédé à l'excavation d'une maison. Cette intervention a permis la découverte de deux récipients énéolithiques, de fragments de poterie ibérique, de moulins barquiformes, de dents de faucille et de feuilles de silex, ainsi qu'une grande quantité de fragments de fer de forme indéterminée. Certains matériaux issus de cette performance ont été déposés au Service de Recherches Préhistoriques de Valence (SIP), comme le vase caréné et torsadé, mais d'autres sont restés en possession de leurs découvreurs.
Selon les archives des sites du SIP, l'existence d'une colonie ibérique superposée à une colonie de culture d'El Argar a été confirmée.
Après cette première campagne de fouilles, le site reçut la visite à de nombreuses reprises de membres du Service de Recherches Préhistoriques. En effet, en 1954 le contremaître Montañana prospecta à nouveau le site. En 1967 il revint avec la professeure Milagro Gil-Mascarell (es) pour collecter divers matériaux céramiques, qui furent étudiés et déposés dans les entrepôts du Musée de la préhistoire de Valence.

## Fouilles archéologiques

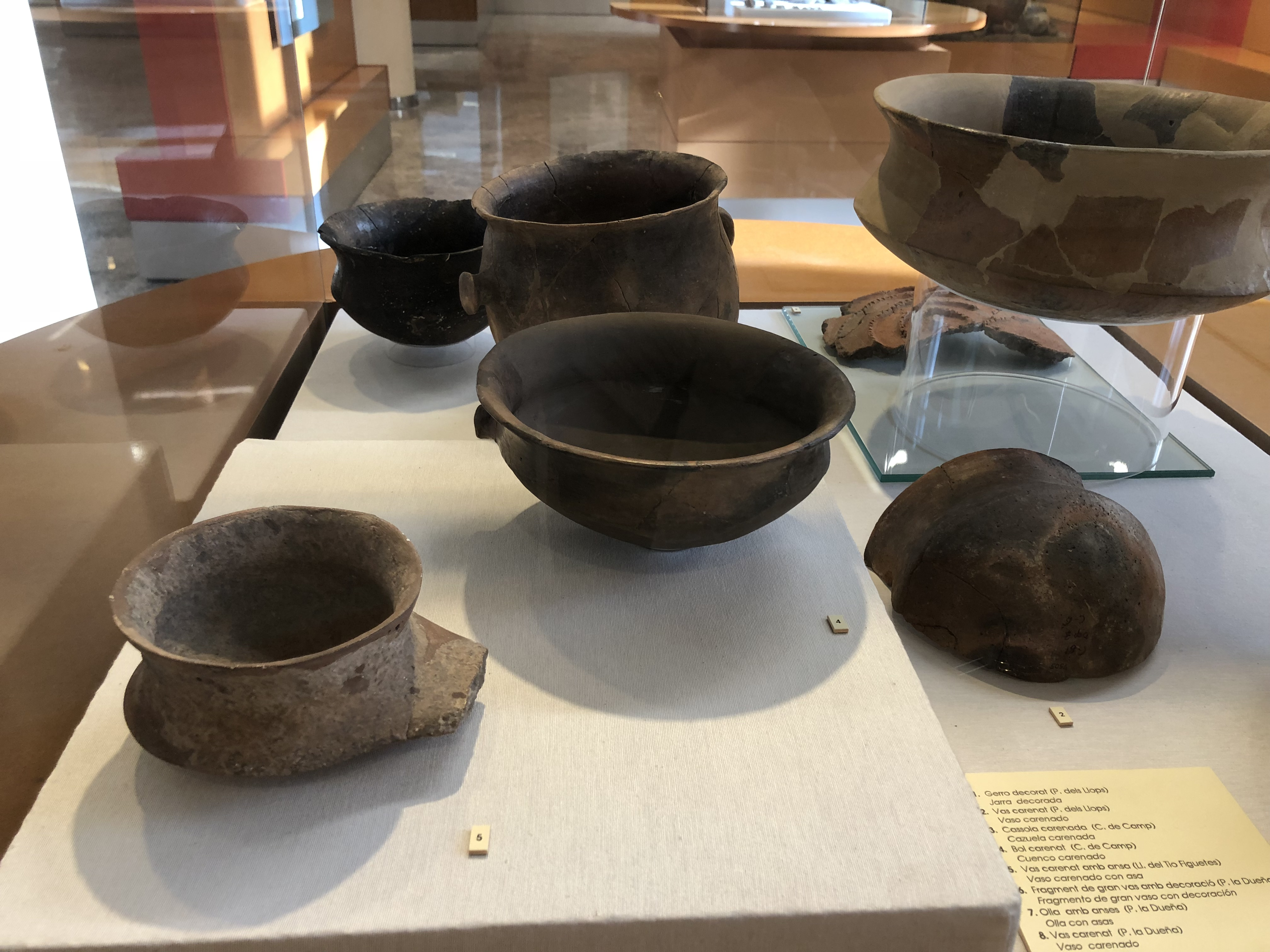
Céramiques de l'âge du bronze.

Avec les informations obtenues grâce aux travaux antérieurs et dans le but de clarifier s'il y avait une continuité de population entre les niveaux de l'âge du bronze et les Ibères, en 1977 le Service de Recherches Préhistoriques a demandé l'autorisation de fouilles à la Direction du Patrimoine Artistique et Culturel. Sous la direction de Rosa Enguix Alemany, la seule campagne de fouilles réalisée dans cette commune a débuté, entre le 3 et le 16 juillet 1997.
Les premiers efforts portèrent sur la délimitation du périmètre du village. Ainsi, il a été déterminé que le site avait une surface d'environ 25 m de long, entre 9 et 12 m de large et une puissance stratigraphique de 0,80 m de profondeur.
Par la suite, les levés effectués et l'analyse stratigraphique ont été essentiels pour déterminer qu'il n'y a pas de continuité de peuplement entre les deux périodes, comme c'est le cas dans d'autres peuplements valenciens en bronze avec un chevauchement de peuplement ibérique comme Puntal dels Llops.